# Kurisu
Kurisu – wieś w Estonii, w prowincji Hiuma, w gminie Kõrgessaare.
W 2012 roku wieś liczyła 30 mieszkańców, w październiku 2010 i w grudniu 2009 – 28.